# Orthosiphon aristatus
Espèce
Classification phylogénétique
Orthosiphon aristatus est une espèce de plantes à fleurs de la famille des Lamiaceae originaire d'Asie du Sud-Est et de certaines régions tropicales de l'Australie, utilisée comme plante médicinale.

## Variétés
1. Orthosiphon aristatus var. aristatus
2. Orthosiphon aristatus var. velteri Suddee & A. J. Paton - Vietnam.

## Description
C'est une plante vivace pouvant mesurer jusqu'à 1 mètre de haut.
Ses jolies fleurs blanches et bleues portant de longues étamines lui ont valu le surnom de moustaches de chat.

## Galerie de photographies

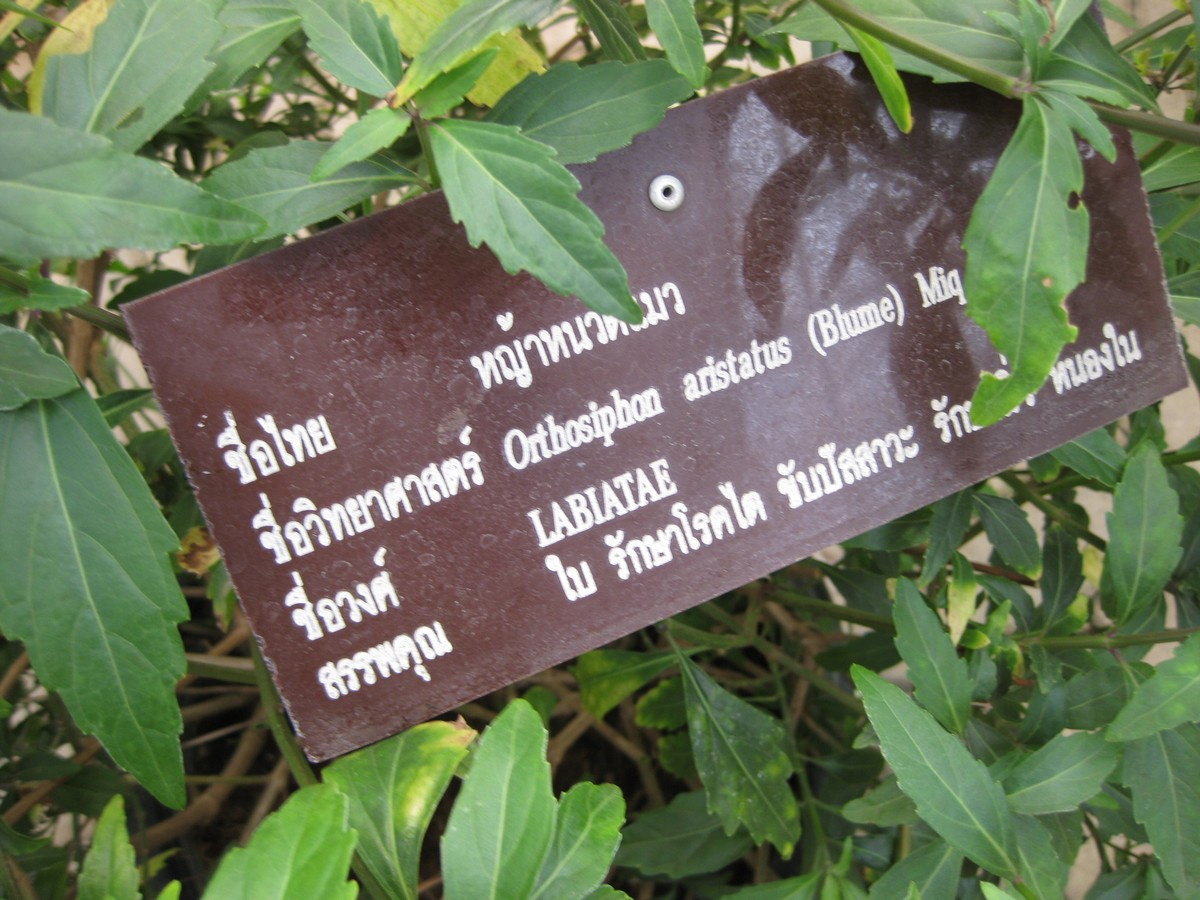
Panneau descriptif en langue siamoise

Orthosiphon aristatus, Jardin botanique de la reine Sirikit, Thaïlande
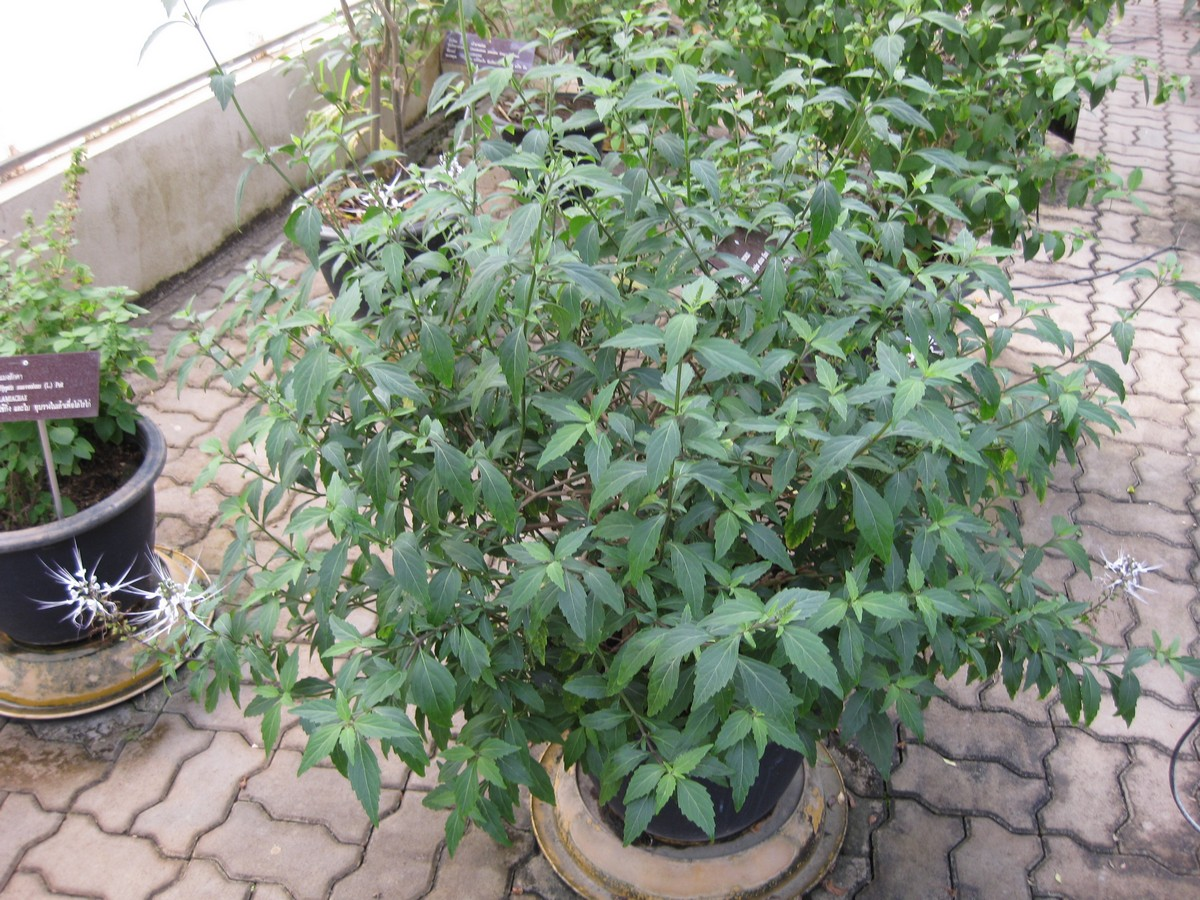
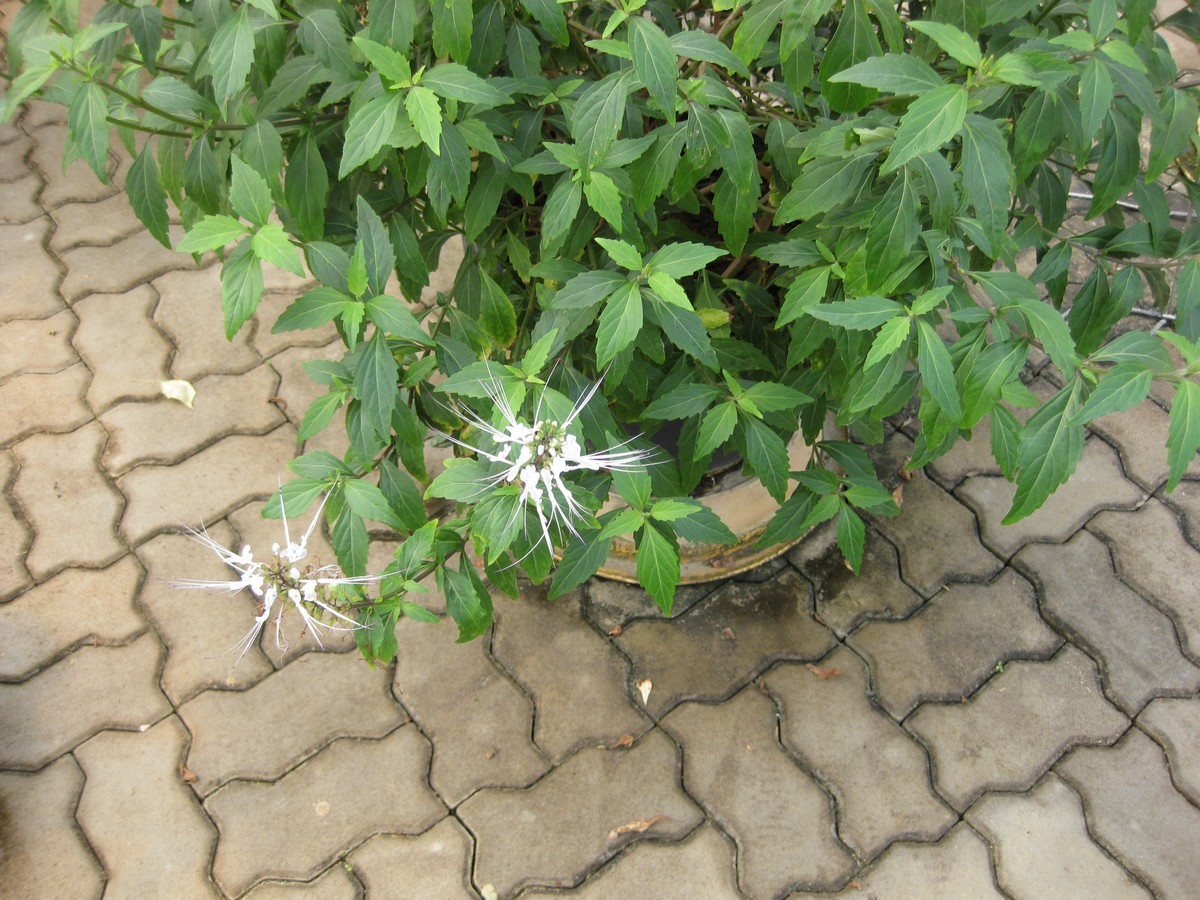
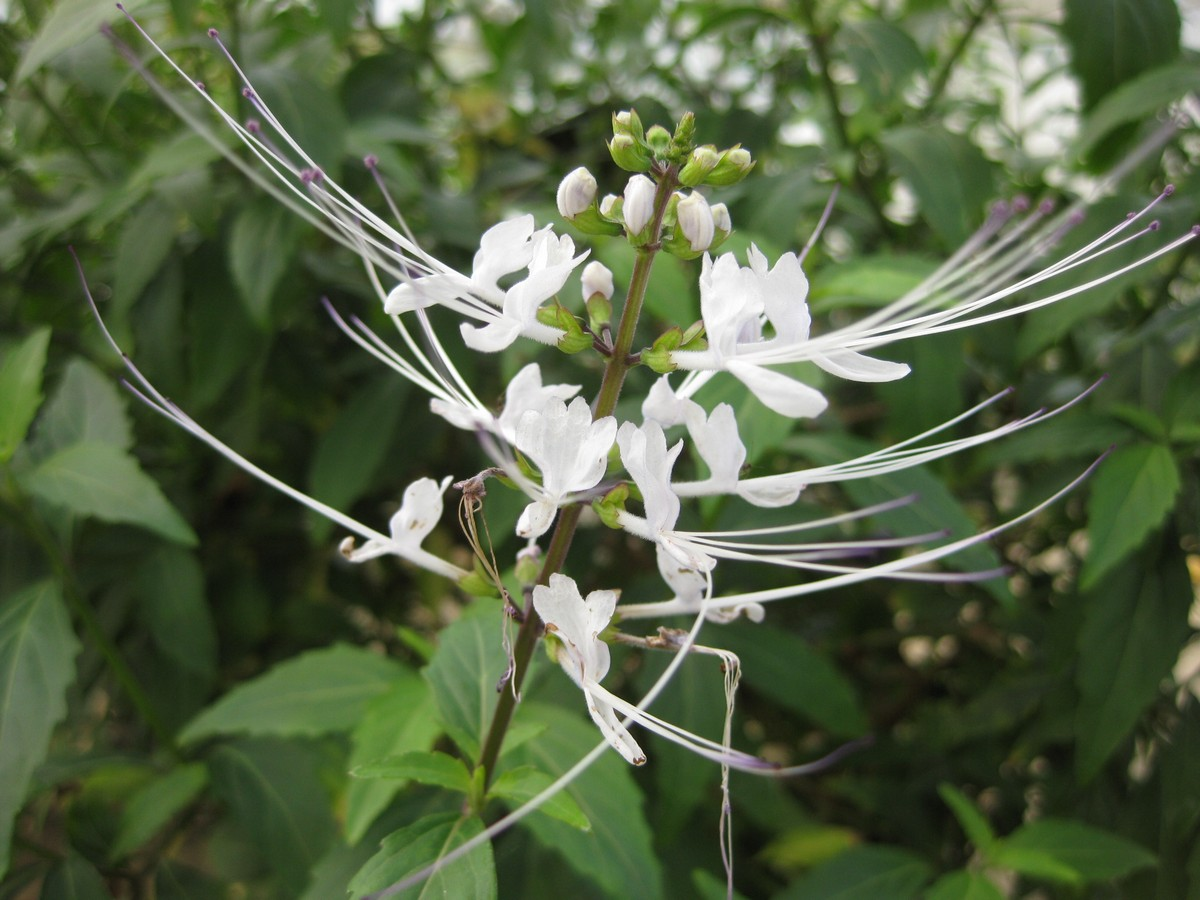
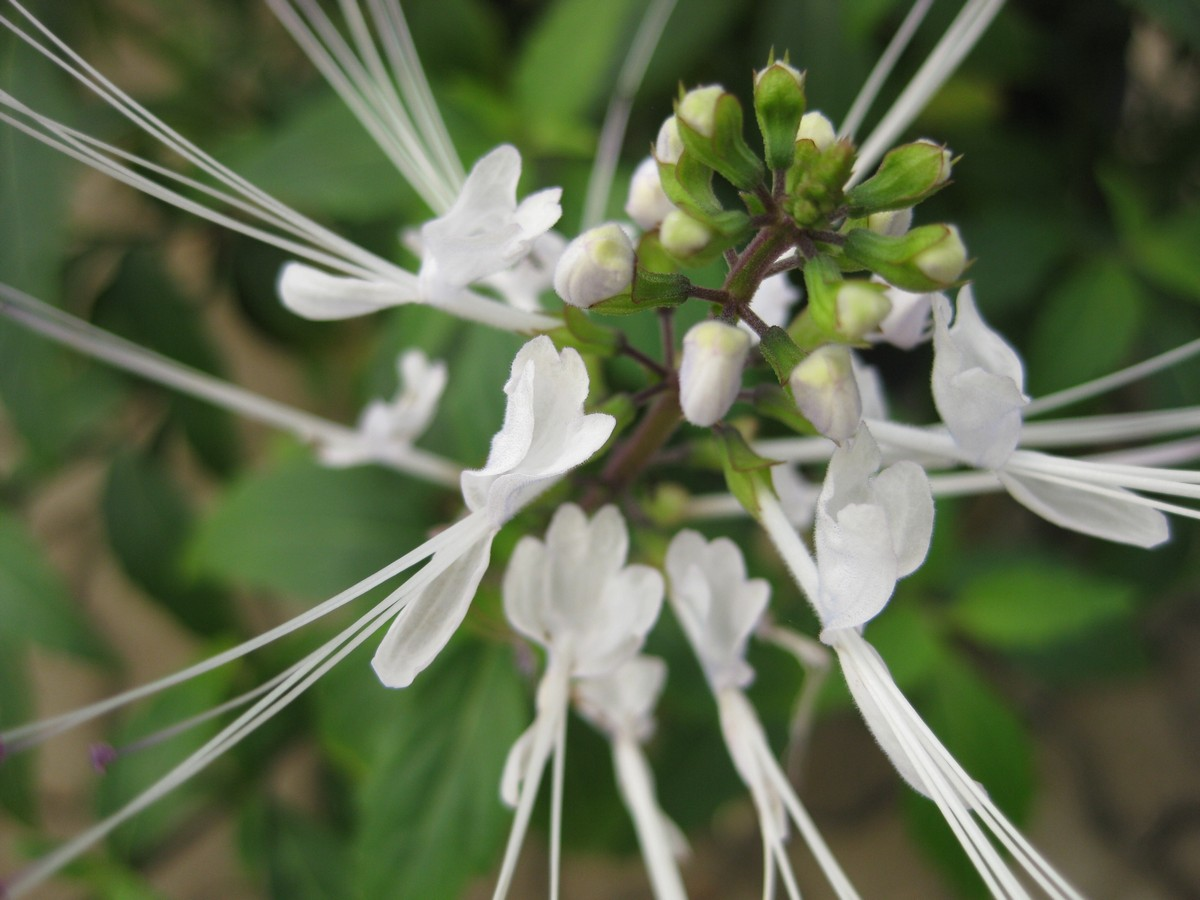

## Utilisation
On l'appelle misai kucing en Malaisie ou kumis kucing en Indonésie ( litt. : moustaches de chat). Elle est utilisée comme diurétique[réf. nécessaire]. Elle dispose d'une forte teneur en potassium, en polyphénols et en huiles essentielles.
C'est également un cholagogue[réf. nécessaire] (qui permet l'élimination de la bile), elle favorise l'élimination de l'acide urique[réf. nécessaire], de calculs rénaux[réf. nécessaire].
La tisane à base d'Orthosiphon aristatus (aussi appelé thé de Java) est utilisée comme diurétique, dans le traitement de la cellulite[réf. nécessaire] et pour la circulation sanguine[réf. nécessaire].
Cette espèce serait aussi utilisée comme antifongique[réf. nécessaire] et anti-bactérien[réf. nécessaire].